# Chachi
Ne doit pas être confondu avec Chachi, la langue.

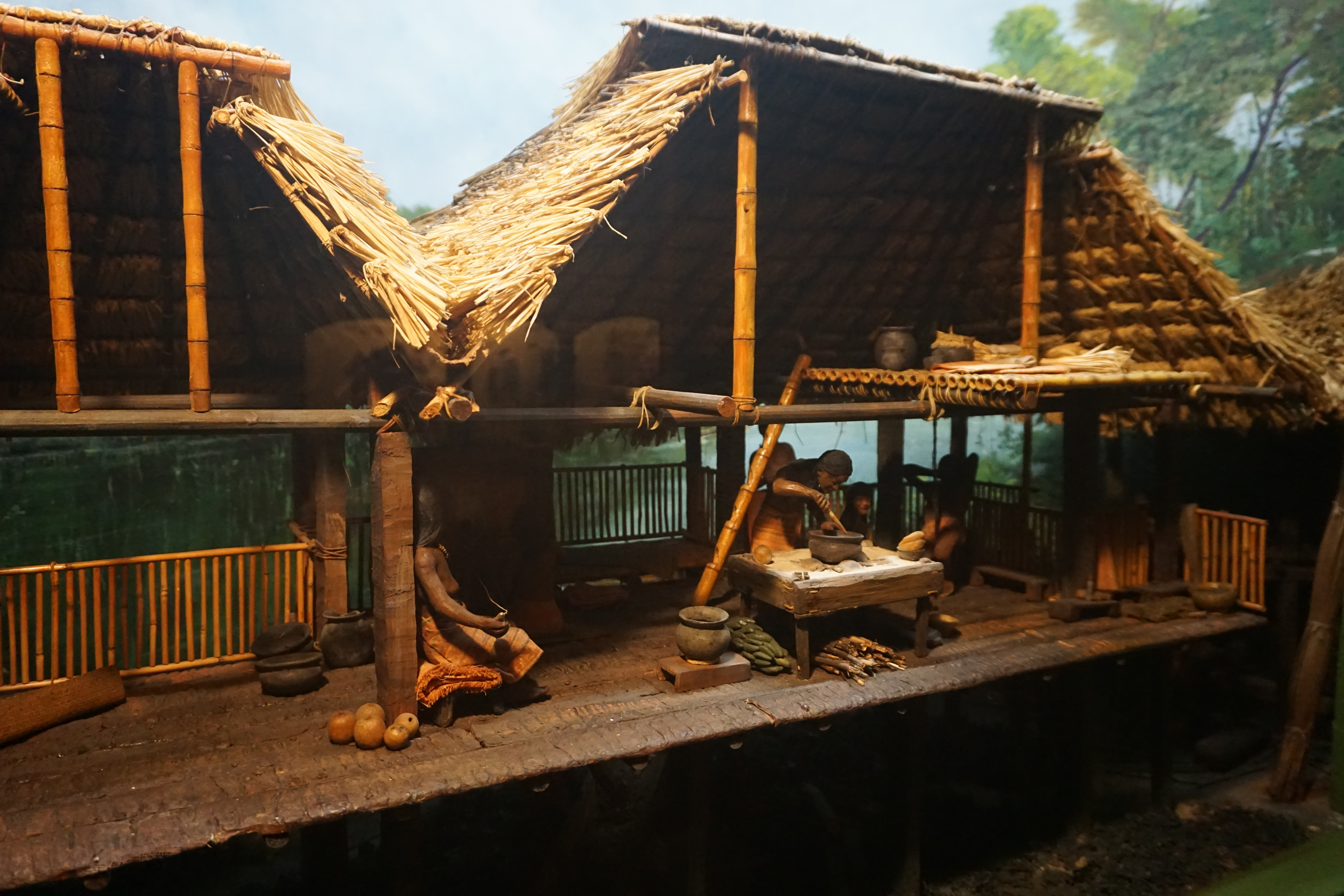
Diorama d'un habitat de Cayapa.

Les Chachis (ou Cayapas) sont un groupe ethnique vivant dans l'ouest de la province d'Esmeraldas au nord de l'Équateur. C'est l’une des nationalités indigènes reconnues de l’Équateur.
Leur population est estimée entre 4 000 et 5 000 personnes. Leur langue est le cha´apalache.[réf. nécessaire]